# ان‌جی‌سی ۴۴۱
ان‌جی‌سی ۴۴۱ (انگلیسی: NGC 441) نام یک کهکشان عدسی در صورت فلکی سنگتراش است.